# Liberaler Hochschulverband
Der Liberale Hochschulverband (LHV), gegründet 1972, war bis zur Bonner Wende 1982 der Studentenverband der FDP, hiernach ein unabhängiger Verband. Er nannte sich 1985 in Radikaldemokratische Studentengruppen – Jungdemokraten an der Hochschule (RSG – Jungdemokraten) um und wurde 1990 inaktiv. Sowohl vor als auch nach der Bonner Wende hatte der LHV große personelle und inhaltliche Überschneidungen mit den Deutschen Jungdemokraten, die bis 1982 der Jugendverband der FDP waren.

## Geschichte
Gegründet wurde der Liberale Hochschulverband im April 1972 als Nachfolger des in den Wirren der Studentenbewegung untergegangenen Liberalen Studentenbunds Deutschlands (LSD).
Der LHV setzte die vom LSD mit dem Höchster Abkommen initiierte Bündnispolitik mit sozialistischen Verbänden fort und ging nur entsprechende Koalitionen ein. In den Vereinigten Deutschen Studentenschaften (VDS), der damaligen Dachorganisation der Studentenschaften, bildete der LHV mit den Juso-Hochschulgruppen wechselnde Koalitionen mit dem Sozialistischen Hochschulbund, der von der SPD durch die Juso-Hochschulgruppen ersetzt worden war, dem DKP-nahen Marxistischen Hochschulbund Spartakus (MSB Spartakus) und „undogmatischen“ „Basisgruppen“. Zusammen mit den anderen Gruppen organisierte er Streiks und dezentrale Aktionen gegen Studienverschärfungen, Numerus clausus, Berufsverbote und Stellenabbau an den Hochschulen.
Nach dem Bruch der sozialliberalen Bundesregierung in der Bonner Wende trennte er sich im November 1982 wie auch die Deutschen Jungdemokraten von der FDP.
Neben dem LHV nahm der Sozialliberale Hochschulverband (SLH), der 1972/73 aus der Deutschen Studenten Union hervorgegangen war, für sich in Anspruch, liberal gesinnte Studenten zu vertreten. Der SLH war parteiunabhängig, stand dabei zunächst der FDP und der SPD nahe, näherte sich aber ab 1978 mehr und mehr der FDP an. Hauptstreitpunkt zwischen dem LHV und dem SLH waren die Bündnisse: Während der LHV Koalitionen mit dem RCDS ablehnte, lehnte der SLH Koalitionen mit dem MSB Spartakus kategorisch ab. Der SLH ging 1987 im Bundesverband Liberaler Hochschulgruppen (LHG) auf, der seither der Studentenverband der FDP und als solcher Nachfolger des LHV ist.
Nach der Trennung von der FDP setzte in den Hochschulgruppen eine langwierige Diskussion über eine Umbenennung des Verbands ein. Hauptargument hierfür war, dass der bisherige Name aufgrund seiner FDP-Assoziation eher abschreckend auf die eigene Wählerklientel wirkte. 1985 nannte sich der Verband schließlich in Radikaldemokratische Studentengruppen – Jungdemokraten an der Hochschule (RSG – Jungdemokraten) um.
Nach dem Zusammenbruch des studentischen Dachverbands VDS im Jahr 1990 wurde auch der Bundesverband der Radikaldemokratischen Studentengruppen inaktiv. Einige seiner einstigen Mitgliedsgruppen arbeiteten nach 1998 im damaligen Bündnis linker und radikaldemokratischer Hochschulgruppen (LiRa) mit und beteiligten sich 2007 an der Gründung des neuen Hochschulverbandes Die Linke.SDS.

## Bekannte Ehemalige
- Christoph Strässer (stellvertretender Vorsitzender 1972–1973)
- Wolfgang Kubicki (stellvertretender Vorsitzender 1972–1973)
- Gerd Achterberg (Vorsitzender 1973–1974)
- Karl-Heinz Krems (Vorstandsmitglied 1978–1980)

Ab 1976 hatte der LHV einen dreiköpfigen Vorstand ohne Vorsitz.